# André Guelfi
André Guelfi, francoski dirkač Formule 1, * 6. maj 1919, Mazagan, Maroko, † 28. junij 2016, Saint-Barthélemy, Francoski Antili.
André Guelfi je pokojni francoski dirkač Formule 1. V svoji karieri je nastopil le na zadnji dirki sezone 1959 za Veliko nagrado Maroka, kjer je z dirkalnikom Formule 2 Cooper T45 lastnega privatnega moštva zasedel petnajsto mesto z več kot petimi krogi zaostanka za zmagovalcem.

## Popolni rezultati Formule 1
(legenda) (odebeljene dirke pomenijo najboljši štartni položaj, poševne pa najhitrejši krog, †-uvrščen kljub odstopu)
| Leto | Moštvo       | Šasija          | Motor             | 1   | 2   | 3   | 4   | 5   | 6   | 7  | 8   | 9   | 10  | 11     | Prv | Toč |
| ---- | ------------ | --------------- | ----------------- | --- | --- | --- | --- | --- | --- | -- | --- | --- | --- | ------ | --- | --- |
| 1958 | André Guelfi | Cooper T45 (F2) | Climax Straight-4 | ARG | MON | NIZ | 500 | BEL | FRA | VB | NEM | POR | ITA | MAR 15 | -   | 0   |